# Копытич, Альберт Альбертович
Альберт Альбертович Копытич (род. 12 июня 2002, Гродно) — белорусский футболист, нападающий клуба «Сморгонь».

## Карьера

### «Неман» Гродно
Воспитанник СДЮШОР «Белкард» (г. Гродно), первый тренер — Владимир Павлович Семериков. На юношеском уровне выступал за минский РУОР. В 2018 году перешёл в юношескую команду гродненского «Немана». В его составе дебютировал в чемпионате Беларуси 22 августа 2021 в матче с клубом «Минск» (4:0), в котором вышел на замену на 84-й минуте вместо Александра Джигеро и отметился голевой передачей на 90-й минуте.

#### Аренда в «Сморгонь»
В марте 2022 года на правах аренды перешёл в «Сморгонь», сроком на сезон. Дебютировал за клуб 10 апреля 2022 года в матче против «Слонима». Дебютный гол за клуб забил 28 мая 2022 года в матче Кубка Беларуси против «Щучина». В чемпионате первым результативным действием отличился 17 июля 2022 года в матче против «Молодечно», отдав голевую передачу. В матче 26 августа 2022 года против «Барановичей» футболист отличился дублем из результативных передач. Первыми голами в чемпионате отличился 10 сентября 2022 года в матче против «Лиды», оформив дубль. По итогу сезона футболист стал серебряным призёром Первой Лиги. Сам же футболист за сезон отличился 4 забитыми голами и 3 результативными передачами во всех турнирах. По окончании срока арендного соглашения покинул клуб.
В январе 2023 года «Сморгонь» продлила арендное соглашение с футболистом ещё на год. Первый матч в новом сезоне за сморгонский клуб сыграл 7 мая 2023 года против новополоцкого «Нафтана», выйдя на замену на 87 минуте. Первым голом в сезоне футболист отличился 3 сентября 2023 года в матче против «Слуцка». На протяжении сезона футболист преимущественно был игроком скамейки запасных, отличившись за клуб 2 забитыми голами и результативной передачей. Вместе с клубом смог сохранить прописку в высшем дивизионе.

### «Сморгонь»
В начале 2024 года футболист на полноценной основе стал игроком «Сморгони». Новый сезон за клуб футболист начал 16 марта 2024 года с матча против минского «Динамо», выйдя на поле в стартовом составе.
В январе 2025 года стал игроком новополоцкого «Нафтана».